# Puinave
Puinave ou Wãênsöjöt é um povo ameríndio que habita na bacia do rio Inírida, nos departamentos do Guainía e do Guaviare na Colômbia, e no município de Atabapo e a cidade de Puerto Ayacucho na Venezuela. Falam sua própria língua puinave.
Se dividem em 24 clãs patrilineares exogámicos, entre os que têm alianças políticas e matrimoniais. Também toman cónyuges entre los baníuas, coripacos, cubeos, pipocos e outras etnias.
Os Puinave compartilham a cultura hortícola da Amazônia, caracterizada por assentamentos ribeirinhos e o desmatamento de pequenas áreas florestais para a Agricultura itinerantee da mandioca brava (Manihot esculenta) e pelas demais atividades típicas dos grupos semi-sedentários, como são a pesca, colheita de silvestres produtos e caça. Além disso, há muito tempo participam de uma rede comercial que explora a palmeira madamaê ou piaçava (Leopoldinia piassaba), com a venda da qual se fornecem bens não produzidos por indígenas.
Na última década do século XX, o território wãênsöjöt, tanto em Guainía quanto em Morichal Viejo (Guaviare), foi demarcado como resguardo indígena.
Atualmente, pouco mais da metade dos Puinave vivem nas localidades dos rios Inírida, Caño Bocón e Guaviare, em Puerto Inírida (Huênsutat), San Fernando de Atabapo (Maêdako) e cidade de Puerto Ayacucho. Eles estão vinculados às atividades típicas de cidades amazônicas e têm empregos nas áreas de educação, saúde, comércio e administração pública.